# Діана Старкова (Монако)
Діана Старкова (фр. Diana Starkova; нар. 29 грудня 1996, Ла-Колле, Монако) — французька модель та акторка монегаського походження. Переможниця конкурсу краси «Міс Європа 2016» та багатьох інших конкурсів.

## Біографія
Народилася 29 грудня 1996 року в місті Ла-Колле, Монако. 
Студентка кафедри історії мистецтва та археології (Університет Париж-Сорбонна).
У 2016 році як представниця Франції перемогла у конкурсі «Міс Європа 2016». 3 грудня 2016 отримала нагороду Супермодель року 2016.